# 막 사이 공간

단순화된 미토콘드리아의 구조

막 사이 공간(영어: intermembrane space) 또는 막간 공간(膜間空間)은 두 개 또는 그 이상의 막 사이에 존재하는 공간이다. 세포생물학에서는 일반적으로 엽록체 또는 미토콘드리아의 내막과 외막 사이의 영역으로 설명된다. 또한 핵막의 내막과 외막 사이의 공간을 지칭하기도 한지만, 보통은 핵 주변 공간으로 불린다. 미토콘드리아의 막 사이 공간은 호흡 및 대사 기능 조절과 같은 다양한 세포 활동을 조정하는 데 중요한 역할을 한다. 미토콘드리아의 막 사이 공간과는 달리 엽록체의 막 사이 공간은 명백한 기능이 밝혀지지 않았다.

## 미토콘드리아의 막 사이 공간
미토콘드리아는 두 개의 막(미토콘드리아 내막, 미토콘드리아 외막)으로 둘러싸여 있는 이중막 구조로 되어 있다. 이 두 개의 막은 막 사이 공간과 미토콘드리아 기질이라는 2개의 수용성 구획을 형성하게 한다. 미토콘드리아 외막에 있는 포린이라고 하는 통로 단백질은 이온과 약 5,000 달톤 이하의 작은 단백질을 막 사이 공간으로 자유롭게 확산시킨다. 이것은 막 사이 공간이 함유하고 있는 저분자와 관련하여 세포질과 화학적으로 동등하게 만든다. 대조적으로 특정 수송 단백질은 비투과성으로 인해 미토콘드리아 내막을 가로질러 미토콘드리아 기질로 이온 및 기타 저분자를 수송하는 데 필요하다. 막 사이 공간은 또한 다른 뉴클레오타이드 및 단백질을 인산화하여 세포자멸사를 개시하기 위해 미토콘드리아 기질 밖으로 이동하는 ATP를 사용하는 많은 효소들을 포함한다.

### 자리옮김
미토콘드리아 기질로 향하는 대부분의 단백질들은 세포질에서 전구체로 합성되며 내막의 자리옮김효소(TIM) 및 외막의 자리옮김효소(TOM)에 의해 미토콘드리아로 유입된다. 막 사이 공간은 미토콘드리아 단백질의 자리옮김에 관여한다. 육각형 복합체인 작은 TIM 샤페론이라고 불리는 전구체 단백질은 막 사이 공간에 위치하며 소수성 전구체 단백질과 결합하여 전구체를 TIM으로 전달한다.

미토콘드리아의 전자전달계와 막 사이 공간

### 산화적 인산화
해당과정에 의해 생성된 피루브산과 지방 분해에 의해 생성된 지방산은 미토콘드리아 외막의 포린을 통해 막 사이 공간으로 들어간다. 그런 다음 미토콘드리아 내막을 가로질러 미토콘드리아 기질로 운반되어 아세틸-CoA로 전환되고 시트르산 회로로 들어간다.

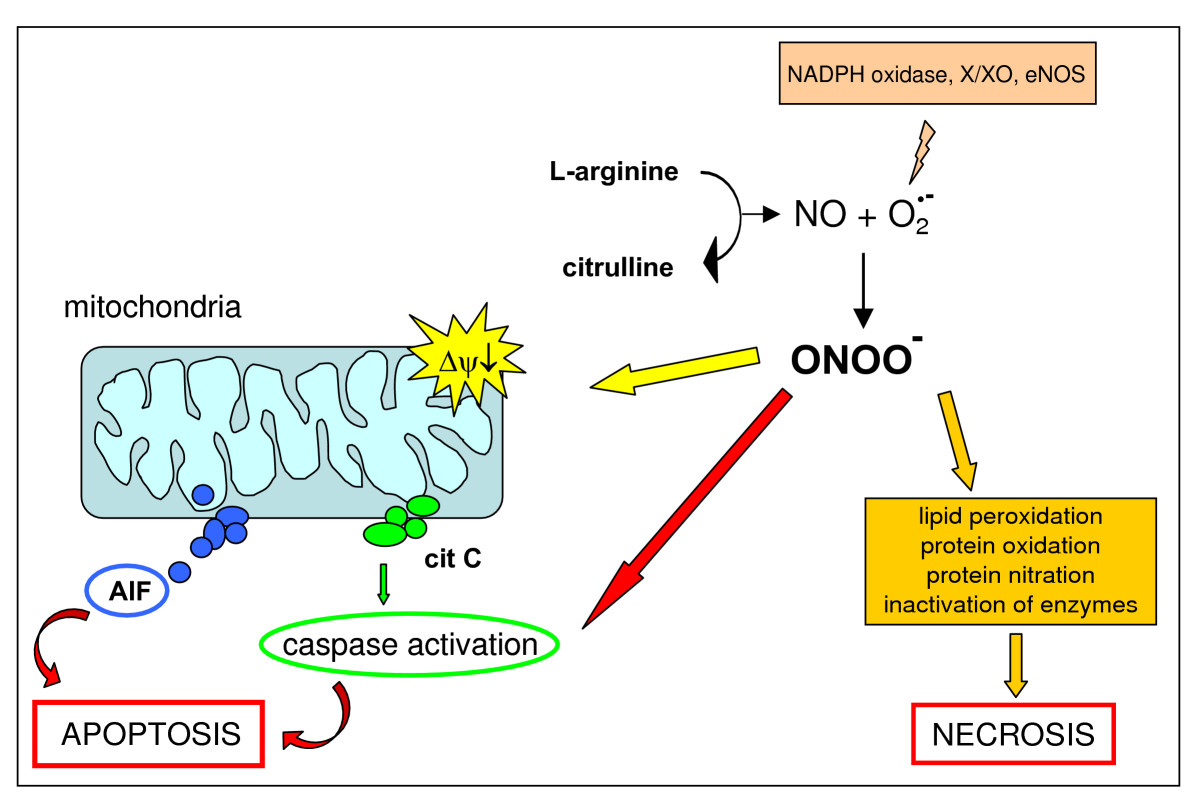
미토콘드리아 막 사이 공간으로부터 방출되는 세포자멸사 성분

미토콘드리아 내막의 호흡 사슬은 산화적 인산화를 수행한다. NADH:유비퀴논 산화환원효소(복합체 I), 유비퀴논:사이토크롬 c 산화환원효소(복합체 III), 사이토크롬 c 산화효소(복합체 IV)의 세 가지 효소 복합체가 전자전달을 담당한다. 양성자는 이러한 호흡 복합체들에 의해 미토콘드리아 기질로부터 막 사이 공간으로 능동수송된다. 결과적으로 H+ 기울기(pH 기울기)와 전압 기울기(막 전위)로 인한 힘에 의해 결합되는 전기화학적 기울기가 생성된다. 막 사이 공간의 pH는 미토콘드리아 기질의 pH보다 약 0.7 단위가 낮고, 막 사이 공간 쪽의 막 전위는 미토콘드리아 기질 쪽보다 더 양전하를 띠게 된다. 막 사이 공간에서 미토콘드리아 기질까지의 이러한 전기화학적 기울기는 미토콘드리아에서 ATP를 합성하는 데 사용된다.

### 세포자멸사
막 사이 공간으로부터 세포질로 사이토크롬 c가 방출되면 프로카스페이스가 활성화되고 카스페이스 캐스케이드를 유발하여 세포자멸사를 유도하게 된다.

## 엽록체의 막 사이 공간

엽록체의 단순화된 구조

엽록체의 막 사이 공간은 두께가 10~20 nm로 매우 얇다. 미토콘드리아의 막 사이 공간과는 달리 엽록체의 막 사이 공간은 뚜렷한 기능이 없는 것 같다. 내막의 자리옮김효소(TIM)와 외막의 자리옮김효소(TOM)는 주로 엽록체 전구체 단백질의 자리옮김을 지원한다. 막 사이 공간에 샤페론이 관여하는 것이 제안되었지만 여전히 불확실하다. 70 kDa의 열 충격 단백질인 진핵세포의 Hsp70은 일반적으로 세포질에 국한되어 있으며 엽록체의 막 사이 공간에서도 발견된다. 결과적인 가설은 Hsp70의 공동 국소화가 엽록체의 막 사이 공간 내로 그리고 막 사이 공간을 가로지르는 단백질 전구체의 효율적인 자리옮김에 중요하다는 것을 나타낸다.

## 핵막의 막 사이 공간

진핵세포 핵의 단순화된 구조

핵막은 핵공에 의해 관통되고 종종 핵 주위 공간이라고 불리는 작은 막 사이 공간으로 분리되는 두 개의 지질 이중층 막으로 구성된다. 핵 주위 공간은 일반적으로 폭이 약 20~40 nm이다. 특정 단백질 및 효소의 핵 주위 자리옮김이 연구되었고 결과는 핵 주위 공간이 게놈의 무결성 및 유전자 조절에 중요하다는 것을 보여주었다.

## 같이 보기
- 미토콘드리아
- 엽록체
- 내막의 자리옮김효소 (TIM)
- 외막의 자리옮김효소 (TOM)
- TIM/TOM 복합체
- TIC/TOC 복합체